# جزیره تاکیله
جزیره تاکیله (اسپانیایی: Isla de Taquile‎) جزیره ای است در کشور پرو در دریاچه تیتیکاکا به فاصله ۴۵ کیلومتری از شهر پونو این جزیره در حدود ۲۲۰۰ نفر جمعیت دارد و در سال ۲۰۰۵ هنر نساجی آن یکی از شاهکارهای شفاهی و ناملموس میراث بشری توسط یونسکو اعلام شده‌است.